# 핵 잠재력
핵잠재력(Nuclear latency)이란 핵무기를 실제로 만들지는 않아 NPT를 위반하지 않았지만 단기간에 핵무기를 만들어 배치할 수 있는 경우를 말한다. "일본 옵션"이라고도 부른다.
핵잠재력은 핵확산금지조약에 의해 금지되지 않기 때문에 이것은 때때로 "일본 옵션"(조약에 대한 차선책으로)이라고 불린다. 핵무기를 신속하게 개발할 수 있는 완전한 기술력을 갖춘 국가, 또는 핵폭탄을 만들 수 있는 재료, 전문 기술 및 기술 능력이 있는 것으로 간주된다.
미국 전략국제문제연구소(CSIS) 산하 핵이슈프로젝트(PONI)는 일본이 "드라이버를 한 번만 돌리기만 하면 될 정도"로 핵무장에 가까이 다가갔다는 견해를 내놓았다.
그러나 핵재력은 해당 국가 측의 특정한 의도를 추정하지는 않는다.

## 나라별 핵 잠재력

### 일본
1975년, 일본 과학기술청 원자력담당 과장이 도쿄의 영국대사관에 "일본은 3개월 안에 핵무기를 제조할 수 있다"고 말했다.
2006년, 아베 신조 관방장관은 "일본이 원자탄을 갖는 건 헌법상 아무 문제가 없다"면서 "결심하면 1주일 이내에 핵무기를 가질 수 있다"고 말했다.
국제원자력기구(IAEA)의 제재 대상은 아니지만 핵을 보유한 것이나 마찬가지 능력을 갖고 있는 것을 ‘핵잠재력’(Nuclear latency)이라고 하는데, 이는 흔히 ‘일본 옵션’이라고도 불릴 정도다. 일본이 거의 유일한 해당자라는 이야기다.
2015년 3월, 동아시아 군사전문가 이언 이스턴은 미국의 핵비확산정책교육센터(NPEC)의 의뢰를 받아 쓴 보고서 ‘일본의 전력무기 계획과 전략’에서 일본 핵개발의 3개 시나리오를 제시했다. 이 가운데 가장 소극적인 핵개발 시나리오만 봐도 “가능한 한 빨리 ‘핵억지력’을 개발해야 한다는 결정이 내려지면, (일본은) 5개월 안에 1700lb(771kg) 중량에 11킬로톤(히로시마 원자폭탄과 비슷한 위력)인 핵폭탄을 만들 수 있다. 그리고 20개월 안에 F-2와 F-35에 장착할 35개의 핵무기를 만들 수 있다”는 견해를 밝혔다.
2016년 6월 23일, 조 바이든 미국 부통령은 미 공영방송 PBS 인터뷰에서 시진핑 중국 국가주석에게 “일본이 내일이라도 핵을 보유하면 어떻게 할 것이냐. 그들은 하루 만에 핵을 만들 능력이 있다”고 말한 적이 있음을 공개했다. 국제정치학에선 일본처럼 완벽한 핵잠재력(Nuclear Latency)이 있으면서 핵보유를 하지 않는 선택을 ‘일본 옵션’(Japan Option)이라 부른다.

### 이란
포괄적 공동행동계획에 의하면, 일각에서는 이란이 핵 잠재력이 있는 국가라고 판단하고 있다.

### 대한민국
2013년 2월 21일 이종걸 민주통합당 의원은 한반도평화통일시민단체협의회, 평화통일시민연대와 함께 ‘한반도 핵문제, 해법은 없는가?’라는 제목의 긴급 토론회를 열었다. 여기에서 정영태 통일연구원 선인연구원은 당장 ‘핵무장론’은 현실적 해법이 아니지만, 플루토늄 생산이 가능한 재처리 시설을 갖추도록 노력하는 등 일본식의 핵잠재력을 보유할 필요는 있다고 주장했다.
그러나 전봉근 국립외교원 교수는 NPT상 불법인 "핵무장론"도 반대하며, NPT상 합법인 "핵잠재력론"도 반대한다.
김태우 평화전략연구소장은 "핵주권론"을 주장하는데, 이는 NPT상 불법인 "핵무장론"이 아니라, NPT상 합법인 "핵잠재력론"이라고 한다.
2016년 10월 12일, 대한민국이 핵무장을 본격화할 경우 6개월 안에 원자폭탄을 개발하고 2년 안에는 대량생산 단계에 접어들 것이라는 추측이 나왔다. 서균렬 서울대 원자핵공학과 교수는 “지금 가진 우라늄 양과 기술이라면 6개월 안에 결판낼 수 있다”며 “원자폭탄 개발까지 6개월, 수소폭탄에 6개월, 핵탄두 소형화 작업에 6개월, 핵무기 전략배치와 대량생산 6개월 등 총 2년이 걸릴 것”이라고 전망했다.
2023년 4월 28일, 하버드 케네디 스쿨에서, 윤석열 대통령은 학생의 질문에 이렇게 대답했다. "워싱턴 선언으로 확장억제 신뢰도가 올라간 것에 대해 한국 국내 독자적 핵무장에 대한 의견이 영향을 받고 있다고 생각하는가?" "대한민국은 핵무장을 하겠다고 마음을 먹으면 빠른 시일 내에, 심지어 1년 이내에도 핵무장을 할 수 있는 그런 기술 기반을 갖고 있다."
윤석열 대통령의 1년 주장에 대해, 강정민 전 대한민국 원자력안전위원회 위원장은 “한국은 현재 핵 재처리 시설이 없기 때문에 그런 시설을 만들기 위해선 수개월에서 1년 이상 걸릴 수 있다”며 “플루토늄과 같은 핵무기 물질을 얻는 데 또 수개월이 걸린다. 실제 핵실험도 필수적”이라고 설명했다. 이어 “한국이 정말 무리해서 1년 안에 핵무기 2기 분량의 플루토늄을 얻는다 해도, 이 정도 분량으로 핵무장을 했다고 하긴 어렵지 않겠느냐”고 반문했다.
박원곤 이화여대 북한학과 교수는 “자체 핵무장에 있어 가장 큰 전제는 미국의 동의 여부”라면서 “미국의 동의하에 핵 개발을 할 경우 데이터를 공유받아 1년 안에 가능할 순 있어도 그렇지 않다면 관련 데이터가 없어 4~5년이 걸릴 수 있는 일”이라고 말했다.

## 미사일 방어
미국은 NMD 등 미사일 방어를 추진했는데, 2000년 러시아는 이러한 미국의 미사일 방어망 구축에 대한 대응조치를 취할 것이며, 미국의 NMD는 전 세계 핵무장국과 핵임계국들의 핵잠재력 향상을 부추길 것이라고 경고했다.
2000년 7월 5일, 러시아, 중국, 타지키스탄, 키르기스스탄, 카자흐스탄 등 ‘상하이 5개국’ 정상들이 타지키스탄 수도에서 두산베 선언을 하였다. 미국은 NMD를 폐기하여 1972년 체결된 탄도탄 요격 미사일 조약을 파기하지 말라고 경고했다. 이러한 러시아의 주장에는 중국과  인도도 동참했다.

## 같이 보기
- 일본의 핵무기 개발
- 한국식 핵공유